# Interpol (banda)
Interpol é uma banda norte-americana de rock, formada em 1997, em Nova Iorque. Em sua origem, a banda consistiu de Paul Banks (vocal, guitarra), Daniel Kessler (guitarra, vocais), Carlos Dengler (baixo, teclado) e Greg Drudy (bateria, percussão); todavia, em 2000, Drudy deixou a banda, sendo substituído por Sam Fogarino; e, em 2010, após o término das gravações do quarto álbum da banda, Dengler deixou o grupo.
Interpol é uma das bandas associadas à cena musical independente de Nova Iorque, além de ser um dos diversos grupos que emergiram nos anos 2000 como parte do fenômeno denominado post-punk revival. A sonoridade da banda é geralmente caracterizada por uma mistura de linhas de baixo com staccato e guitarras harmonizadas, gerando comparações com grupos post-punk como Joy Division e The Chameleons. Em relação às letras, as composições do Interpol são feitas por todos os membros da banda, ao invés de ficarem ao encargo de somente um membro.
O primeiro álbum da banda, Turn on the Bright Lights, foi lançado em 2002, sendo criticamente aclamado — Turn on foi listado na décima posição da lista da revista NME de melhores álbuns de 2002 e na primeira posição da lista da Pitchfork Media dos cinquenta melhores álbuns daquele ano. Os lançamentos subsequentes, Antics (2004) e Our Love to Admire (2007), confirmaram o sucesso inicial da banda, lançado-os ao sucesso comercial e de crítica. O quarto álbum da banda, Interpol, foi lançado em 7 de Setembro de 2010. Já o quinto, El Pintor foi lançado em 8 de Setembro de 2014.

## História

### Formação (1997—2001)
O Interpol foi formado por Daniel Kessler e pelo baterista inicial Greg Drudy. Quando conheceu Drudy, Kessler estava à procura de iniciar uma banda, afirmando que fora "um tempo difícil para se encontrar músicos com quem tocar — músicos num geral, na verdade." Kessler conheceu Carlos Dengler em uma aula de filosofia na Universidade de Nova York, e perguntou se ele sabia tocar algum instrumento. Mais tarde, Kessler procurou Paul Banks (que ele havia conhecido na França) no New York's East Village, e os dois discutiram sobre uma colaboração musical. Banks admitiu que, nos primórdios da banda, tanto ele quanto Dengler "bateram cabeça", mas disse à revista Spin que os dois, agora, estão "muito próximos, de uma maneira espiritual". O grupo teve problemas para escolher o nome da banda: "Eu cheguei a um ponto em que eu estava como, 'Caras, nós estamos conseguindo um público decente, mas... nós não temos um nome, então ninguém sabe quem eles deverão ir ver novamente,'" disse Kessler. Eles consideraram nomes como Las Armas e The French Letters antes de adotarem Interpol.
Em 2000, após o lançamento do EP Fukd ID 3, Greg Drudy deixou a banda, buscando se concentrar no grupo Hot Cross e no seu selo fonográfico Level Plane Records. Kessler recrutou Sam Fogarino — que trabalhava em uma loja de roupas vintage, e à época, acreditava-se estar aposentado da música — para substituir Drudy.

### Contrato com a Matador Records (2002 — 2005)

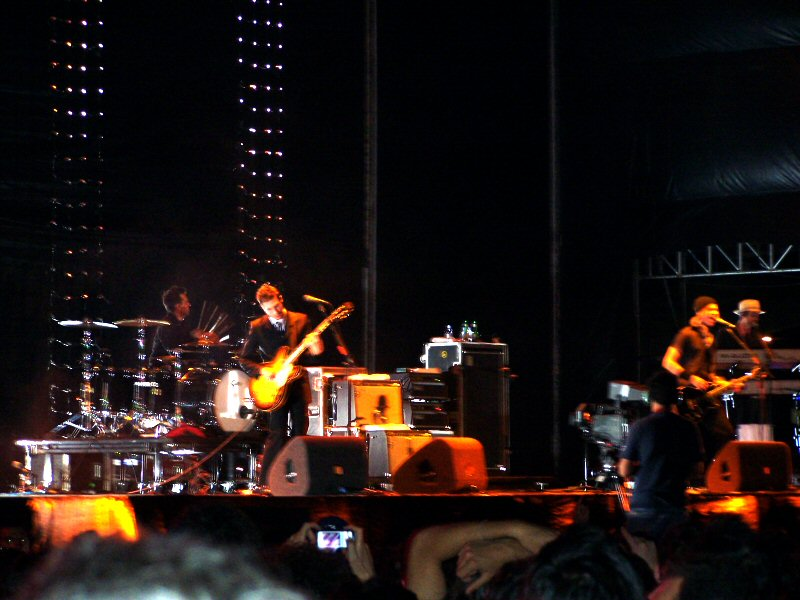
Interpol em 2007.

Após lançar alguns EPs por conta própria entre 1998 e 2001, a banda assinou com o selo independente Matador Records no começo de 2002. O primeiro lançamento foi um EP homônimo, contendo versões regravadas de "PDA" e "NYC", lançado em Junho de 2002. Dois meses depois, em Agosto, foi lançado Turn on the Bright Lights, o primeiro álbum do grupo. Gravado no Tarquin Studios em Bridgeport, Connecticut, a sonoridade do álbum despertou comparações com grupos de post-punk do começo dos anos 80 e do fim dos anos 70 — particularmente, Joy Division e The Chameleons. O álbum foi um sucesso de lenta construção, tendo vendido, em 2004, 300 mil cópias. No fim de 2003, a banda se reuniu novamente, para compor o álbum subsequente, novamente gravado no Tarquin Studios. Antics foi lançado em 2004, vendendo 350 mil cópias em seu primeiro mês de lançamento. Deste álbum saíram, também, os primeiros hits do Interpol, com três singles atingindo o Top 40 da parada britânica: "Evil", "C'mere" e "Slow Hands" atingiram, respectivamente, as posições #18, #19 e #39 nessa lista. Eventualmente, o álbum viria a atingir a certificação de ouro no Reino Unido e, posteriormente, nos Estados Unidos.
A banda excursionou após o lançamento do álbum, fazendo mais datas do que nunca, além de se apresentarem em locais maiores. A turnê de suporte à Antics se estendeu por quase 18 meses, incluindo um número de shows como banda de suporte ao U2 e ao Cure; isso fez com que a banda relatasse sentimentos de exaustão à Zane Lowe, DJ da Radio 1, em uma apresentação em Sunderland. Entretanto, a banda ficou apenas três meses parada após a turnê do álbum. Enquanto estavam na estrada, eles lançaram uma única faixa inédita, "Direction", escrita para a trilha sonora oficial da série de TV da HBO Six Feet Under.

### Mudança para a Capitol (2006 — 2008)
No final de Março de 2006, o baterista Sam Fogarino confirmou que a banda estava de volta ao estúdio, trabalhando em um novo material. Em uma entrevista para a Pitchfork Media, Fogarino afirmou que "[o processo está] indo exatamente na direção em que eu penso que deveria ir [...] estamos todos pegando fogo com ele". Nesta entrevista, Fogarino também desmentiu os boatos acerca de uma assinatura da banda com a Interscope Records, mas confirmou que o Interpol estaria, de fato, deixando a Matador para assinar com um novo selo. Uma atualização em seu website, em Junho, confirmou que a banda estava trabalhando no álbum subsequente à Antics desde a virada do ano, embora não tenha dado maiores detalhes sobre o disco, tampouco sobre as especulações relacionadas à nova gravadora do grupo. Em 14 de Agosto, foi largamente relatado que a banda havia assinado com a Capitol Records, fato que foi confirmado pela Matador no dia 1ª de Setembro, em um comunicado emitido em seu website.
Our Love to Admire foi lançado em Julho de 2007. O álbum representa um desvio da banda em diversos aspectos: primeiramente, foi o primeiro álbum da banda a ser gravado em Nova York (no The Magic Shop e no Electric Lady Studios), além de ser, também, o primeiro álbum da banda a contar com arranjos de teclado desde o início do processo de composição. O Interpol planejou excursionar extensivamente, como forma de divulgação do álbum, começando com um circuito em festivais de verão pelos Estados Unidos e pela Europa. Em Agosto, eles encabeçaram um dos dias do Lollapalooza, em Chicago.
No mês de Março de 2008, a banda esteve no Brasil para três shows: no dia 11 na Via Funchal, em São Paulo, no dia 13 na Fundição Progresso, no Rio de Janeiro, e no dia 15 no Chevrolet Hall, em Belo Horizonte. Sobre esta primeira passagem pelo país, o baterista Sam Foragino comentaria mais tarde: "...no Brasil você tem que usar um protetor no pescoço, porque se você tentar olhar cada garota bonita que passa você pode quebrá-lo. A comida estava incrível e os shows foram sensacionais. Foi algo espetacular. Nunca tínhamos ido ao Brasil e, de repente, estávamos em um avião, chegamos ao aeroporto e dirigimos pelas ruas do Rio de Janeiro. Lembro um dia em que jantei sozinho no hotel no qual estávamos hospedados, que ficava de frente para a praia, e eu não conseguia me cansar da absoluta beleza da cidade de noite. Foi uma experiência e tanto. Lembro também do público em São Paulo, que era maluco. Estamos bastante empolgados por voltar.".

### Interpole a saída de Carlos Dengler,El Pintor(2009 — presente)

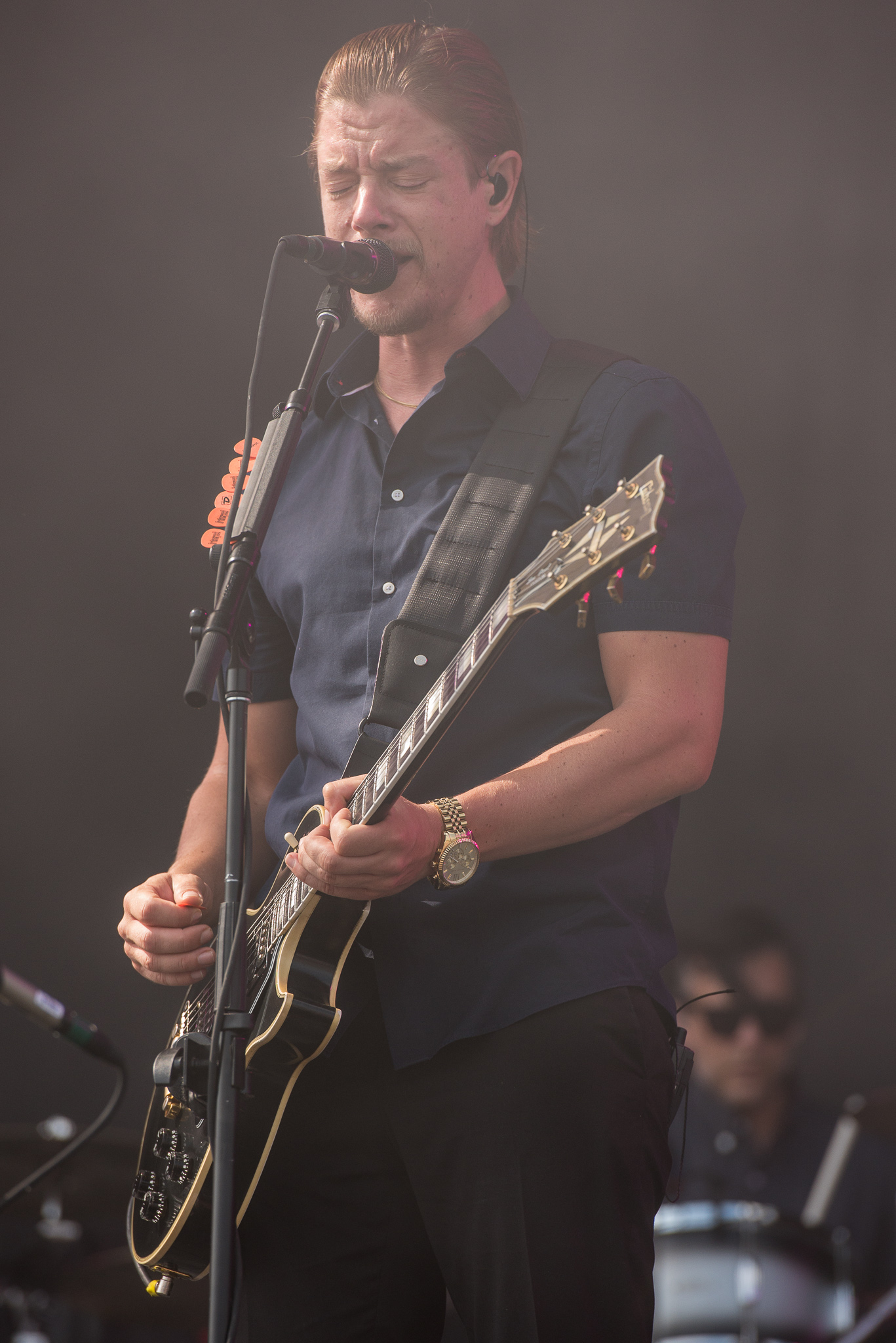
Paul Banks em 2015.

Em 6 de Março de 2009, o Interpol anunciou em seu website que estavam trabalhando em canções para o quarto álbum. Em uma entrevista, Sam Fogarino referiu-se ao álbum como um retorno à sonoridade de Turn on the Bright Lights. Mais tarde, entretanto, o vocalista Paul Banks afirmou que a sonoridade do quarto álbum não seria em nada parecida com Turn on, complementando que haveria "alguma coisa clássica a caminho". Nenhuma novidade sobre o álbum veio à tona até Abril, quando a banda enviou um e-mail aos usuários para um download digital gratuito de "Lights", a primeira música oficialmente lançada.
Em 7 de Setembro de 2010 a banda lançou seu homônimo quarto álbum. Esta foi a última participação do baixista Carlos Dengler com a banda; em um anúncio em seu website, em 9 de Maio de 2010, foi revelado que ele deixara a banda algum tempo após o término do álbum. Quando da turnê de suporte à Interpol, foi revelado que ele seria substituído por múltiplos músicos: David Pajo seria o baixista, enquanto Brandon Curtis ocuparia os teclados. O álbum foi lançado pela Matador Records nos Estados Unidos, e pela Cooperative Music na Europa, na Austrália e no Japão. Em Fevereiro de 2011, entretanto, Pajo anunciou que não estaria mais excursionando com a banda, buscando dedicar-se à sua família. Em seu lugar, foi anunciado Brad Truax (ex-integrante do Animal Collective) como baixista para as turnês.
A banda foi anunciada como show de abertura da turnê 360º Tour, do U2, e subsequentemente, a banda anunciou dezoito shows como parte da terceira etapa da 360º Tour; todavia, apenas três deste shows se realizaram, uma vez que uma lesão nas costas de Bono Vox cancelou por inteiro a terceira etapa de shows. Mesmo assim, a banda excursionou pelo Reino Unido e pela Irlanda, em Novembro e Dezembro de 2010.
Em 22 de Junho de 2010, um videoclipe promocional para "Lights", dirigido por Charlie White e com participação de Kandice Melonakos, foi disponibilizado para download gratuito no website oficial da banda, que também anunciou datas de shows por Dezembro de 2010. O Interpol abriu os shows da turnê remarcada do U2, além dos shows restantes no verão.
Em Novembro de 2011 a banda esteve pela segunda vez no Brasil, na cidade de São Paulo, para dois shows, um no Planeta Terra Festival, no dia 5, e outro extra, na casa de shows Clash Club, no dia 6, ambos com ingressos esgotados.
Em 12 de Agosto de 2014, foi lançado oficialmente a canção "All The Rage Back Home", no mês seguinte, mais precisamente em 8 de Setembro, o disco "El Pintor" é lançado. Como este disco não tem a contribuição de Carlos, Paul Banks ficou encarregado de tocar o baixo.
Em Janeiro de 2017, Banks confirmou que o Interpol estava à escrever novas músicas e que um novo álbum deve sair em 2018. Em 7 de Junho de 2018, foi lançado "The Rover", o primeiro single para o disco "Marauder", com lançamento planejado para 24 de Agosto de 2018.

## Composição das músicas
Segundo trabalho acadêmico da pesquisadora Meghann Wilhoite, apresentado na Universidade de Columbia, em Nova Iorque (EUA) o processo de composição de muitas das canções do Interpol parece bem democrático. Segundo seus integrantes, começa pela música a partir de uma progressão de acordes apresentada pelo guitarrista Daniel Kessler e sofre várias alterações de direção com as intervenções do baixista Carlos D. e do baterista Sam Fogarino. Apesar do vocalista Paul Banks trabalhar nas letras enquanto esse processo está em andamento, ele somente as finaliza após a música (harmonia, melodia e ritmo) da canção ter sido terminada.
Várias das letras interpretadas por Paul Banks expressam uma preocupação com o corpo, com as necessidades e as sensações físicas. Além disso, seus versos são abertos a várias interpretações, que levam a um empenho intelectual dos ouvintes em função dos múltiplos significados e narrativas que as palavras e sua construção poética possibilitam.
Nesse processo, o Interpol tem feito composições com um ritmo de persistentes repetições e uma sonoridade fria e sombria. Nas letras escritas por Banks, alvo de críticas que as consideram banais, o compositor usa vários recursos poéticos, segundo o estudo de Wilhoite, tais como metáforas, comparações e sinédoques, este último um sofisticado mecanismo da linguagem que usa uma parte para descrever o todo.
Segundo Wilhoite o sucesso do Interpol também está na sonoridade altamente orquestrada da banda e o movimento cíclico da harmonia e da melodia das canções que poderia se repetir infinitamente.
Depois da saída de Carlos Dengler em 2010 os outros integrantes do Interpol afirmaram que algum deles, ou mais de um, assumirá o baixo e o teclado no processo de composição das músicas para os próximos álbuns da banda.

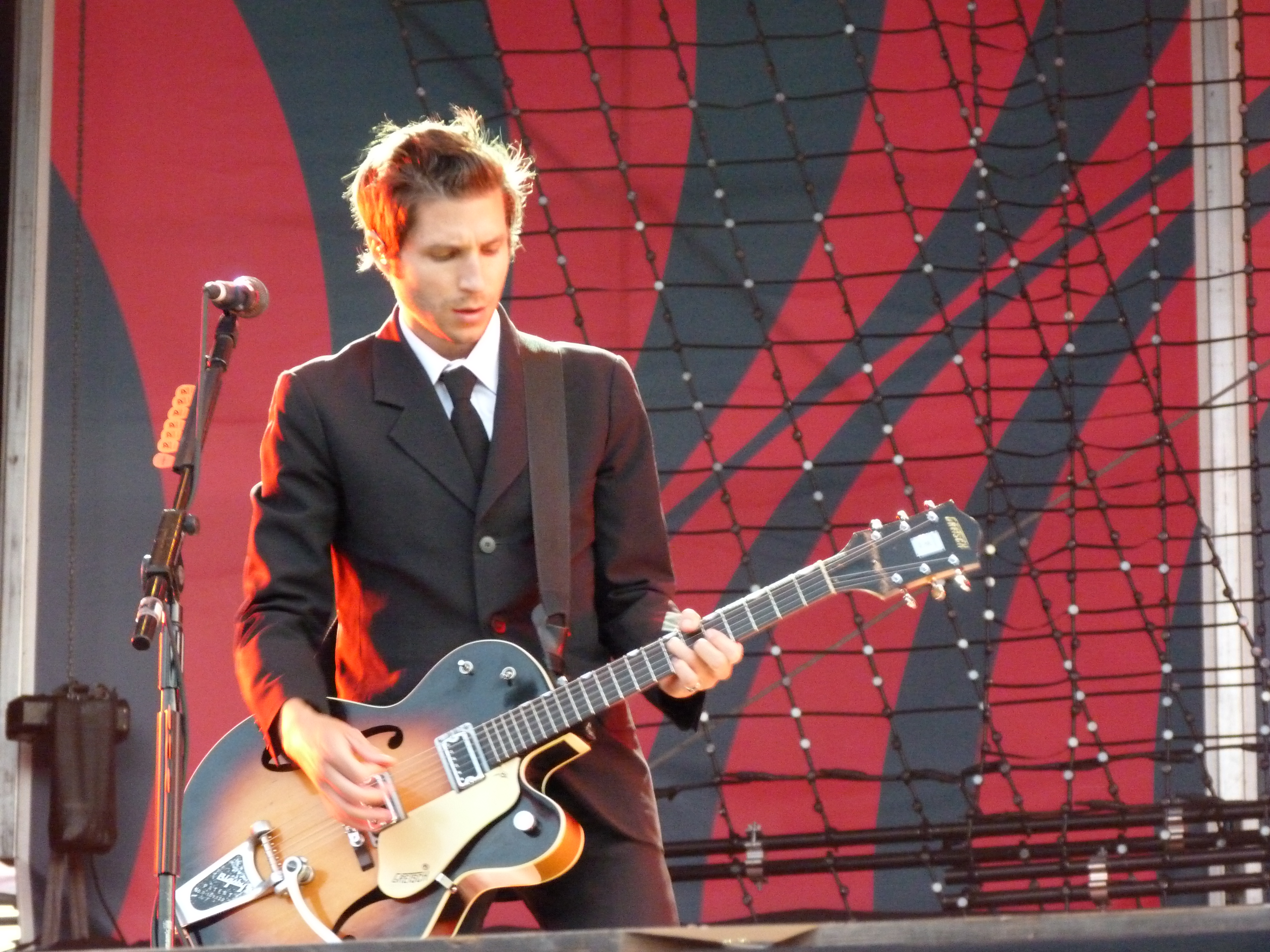
Daniel Kessler em 2011.

## Discografia

### Álbuns de estúdio
- Turn on the Bright Lights (2002)
- Antics (2004)
- Our Love to Admire (2007)
- Interpol (2010)
- El Pintor (2014)
- Marauder (2018)
- The Other Side of Make-Believe (2022)

### EP
- Demo Tape (1998, lançamento próprio)
- Fukd ID #3 (11 de dezembro de 2000, Chemikal Underground)
- Precipitate EP (1º de janeiro de 2001, lançamento próprio)
- Interpol EP (4 de junho de 2002, Matador)
- The Black EP (26 de agosto de 2003, EMI)
- Interpol Remix EP (22 de novembro de 2005, Matador)
- Interpol: Live In Astoria EP (27 de novembro de 2007, Capitol)
- Interpol: A Fine Mass EP (7 de março de 2019, Capitol)

### Singles
- "PDA"
- "Obstacle 1"
- "Song Seven"
- "NYC"
- "Slow Hands"
- "Evil"
- "C'Mere"
- "The Heinrich Maneuver"
- "Mammoth"
- "No I in Threesome"
- "Rest My Chemistry"
- "Lights"
- "Barricade"
- "All The Rage Back Home"
- "Everything is Wrong"
- "Twice as Hard"